# Lindhagens Centrum

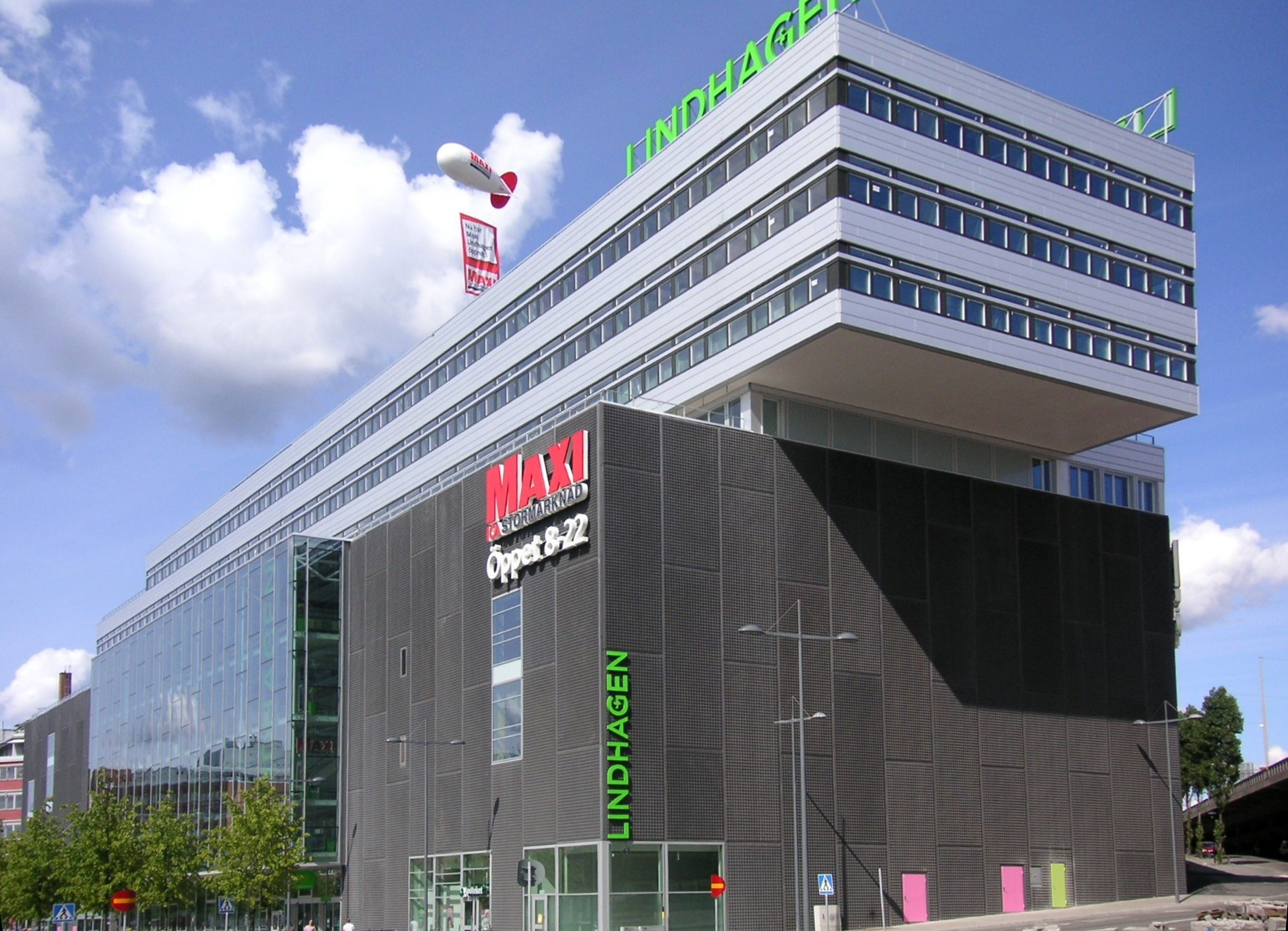
Fastigheten "Paradiset 29" i augusti 2009.

Lindhagens Centrum är ett lokalcentrum som även innehåller kontor, i en fastighet vid Lindhagensgatan på västra Kungsholmen i Stockholm. Byggnaden invigdes hösten 2009. Fastigheten som har beteckningen Paradiset 29 rymmer 13 000 kvadratmeter handelsyta och cirka 10 500 kvadratmeter kontorsyta.

## Bakgrund
Förändringen av kvarteret utgör en del i omvandlingen av området till en ny stadsdel som går under namnet Projekt Lindhagen, där många nya bostäder och arbetsplatser skapas. Kvarteret ligger vid Lindhagensgatan samt den högre belägna Essingeleden. Tidigare fanns Skogaholmsbageriet på denna tomt. 

## Konceptet
Konceptet för Lindhagens Centrum kan jämföras med kvarteret Fältöversten på Östermalm från 1970-talet. De som bor och arbetar i den nya stadsdelen erbjuds serviceinrättningar som Systembolaget och Kronans Droghandel samt en rad butiker och restauranger. ICA Maxi är den största enskilda hyresgästen. "Lindhagens Centrum" innehåller dock, till skillnad från "Fältöversten", inga bostäder.

## Byggnaden
Bilparkeringar i fyra plan är anordnade under butiksvåningarna och omfattar ca 260 platser. Över butiksvåningarna finns fyra plan innehållande kontor. De tre översta kontorsplanen gavs en kraftig horisontell verkan, de kragar ut mot öst och Essingeleden och ger så ett karaktäristiskt inslag i stadsbilden för de som reser på Essingeleden. Byggnadskroppens undre del är klädd med svarta "noppiga" fasadelement, som liknar en gummimatta, mittpartiet är glasat.

## Bilder

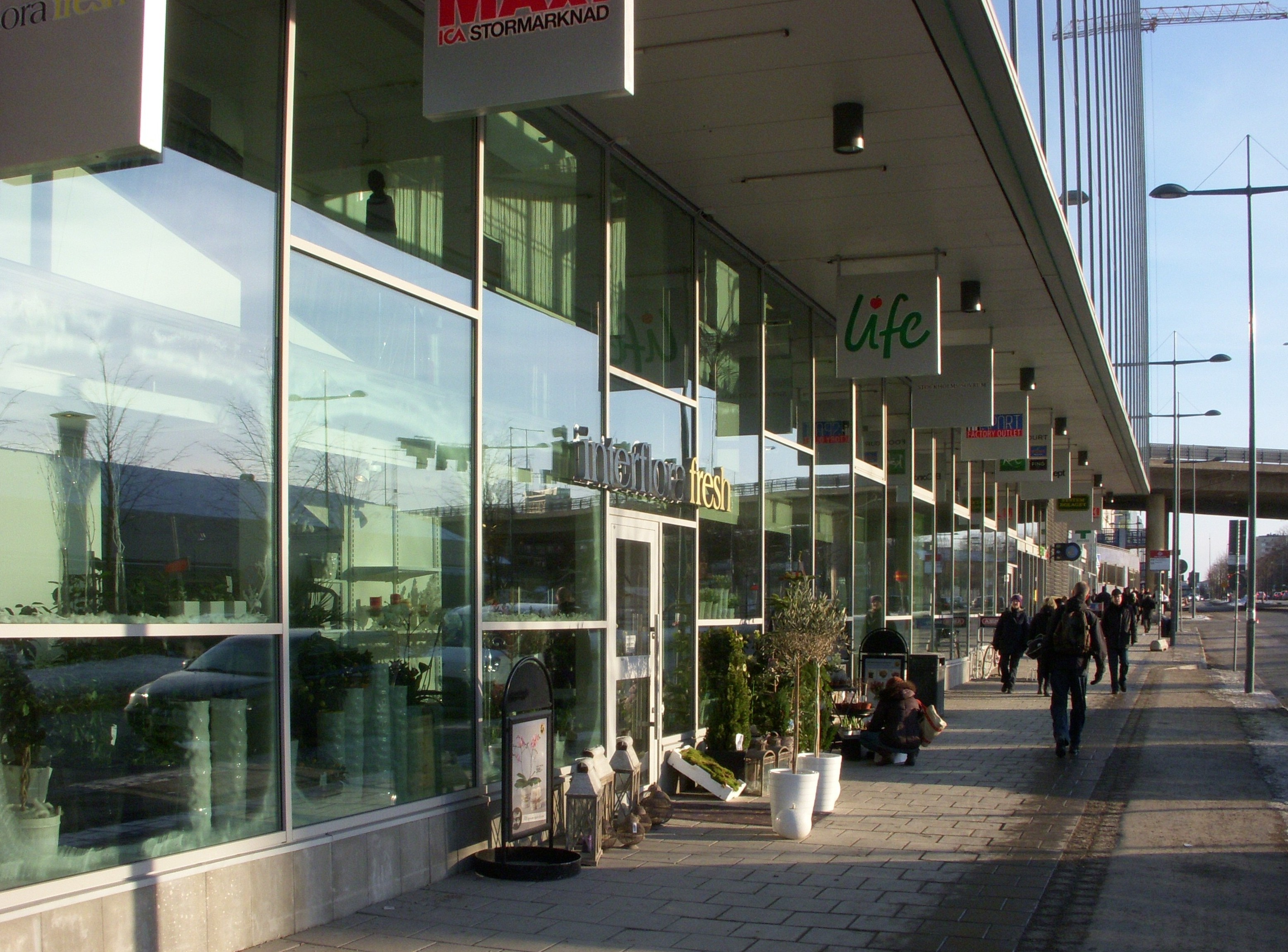
Butiker mot Lindhagensgatan
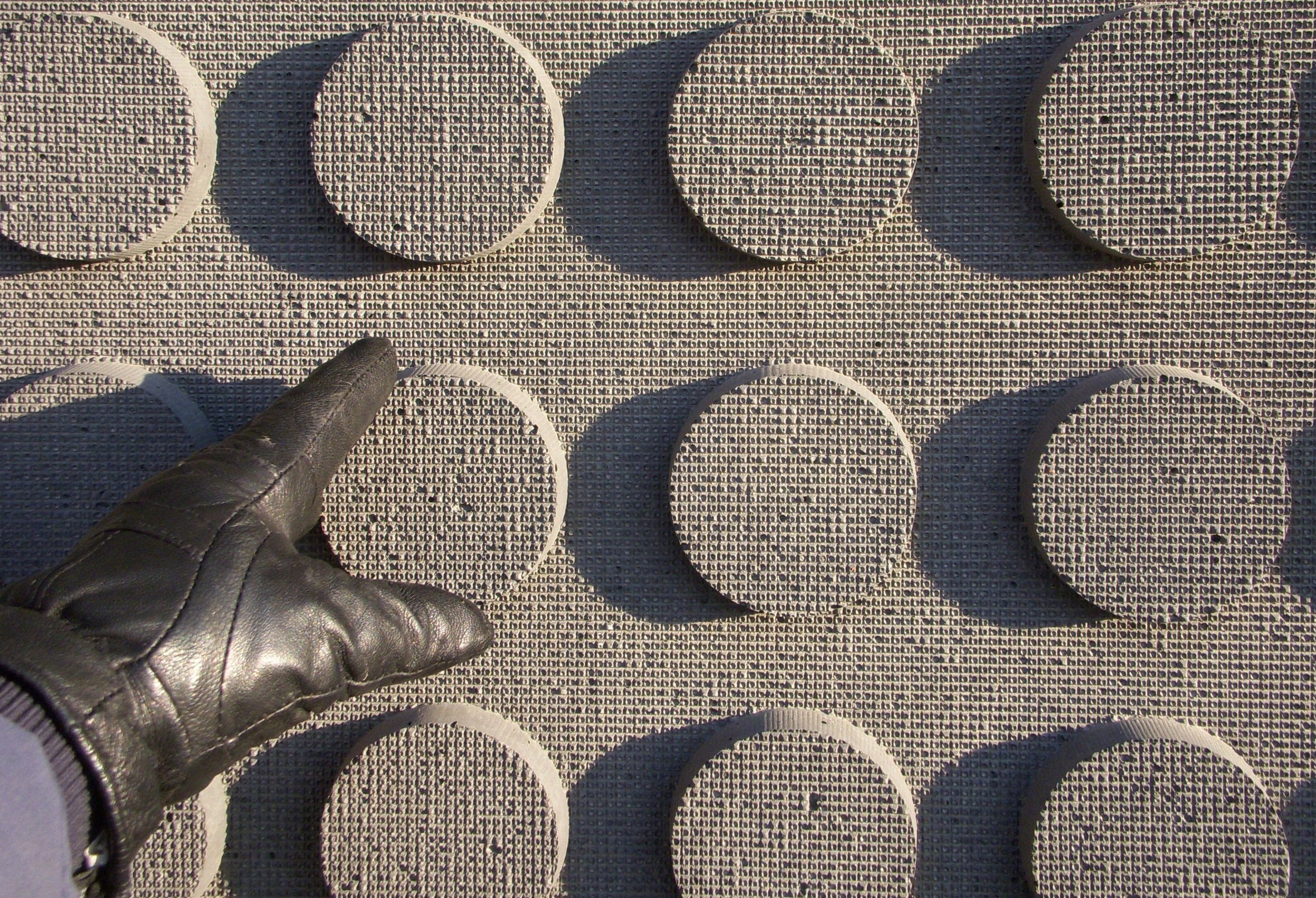
Fasaddetalj
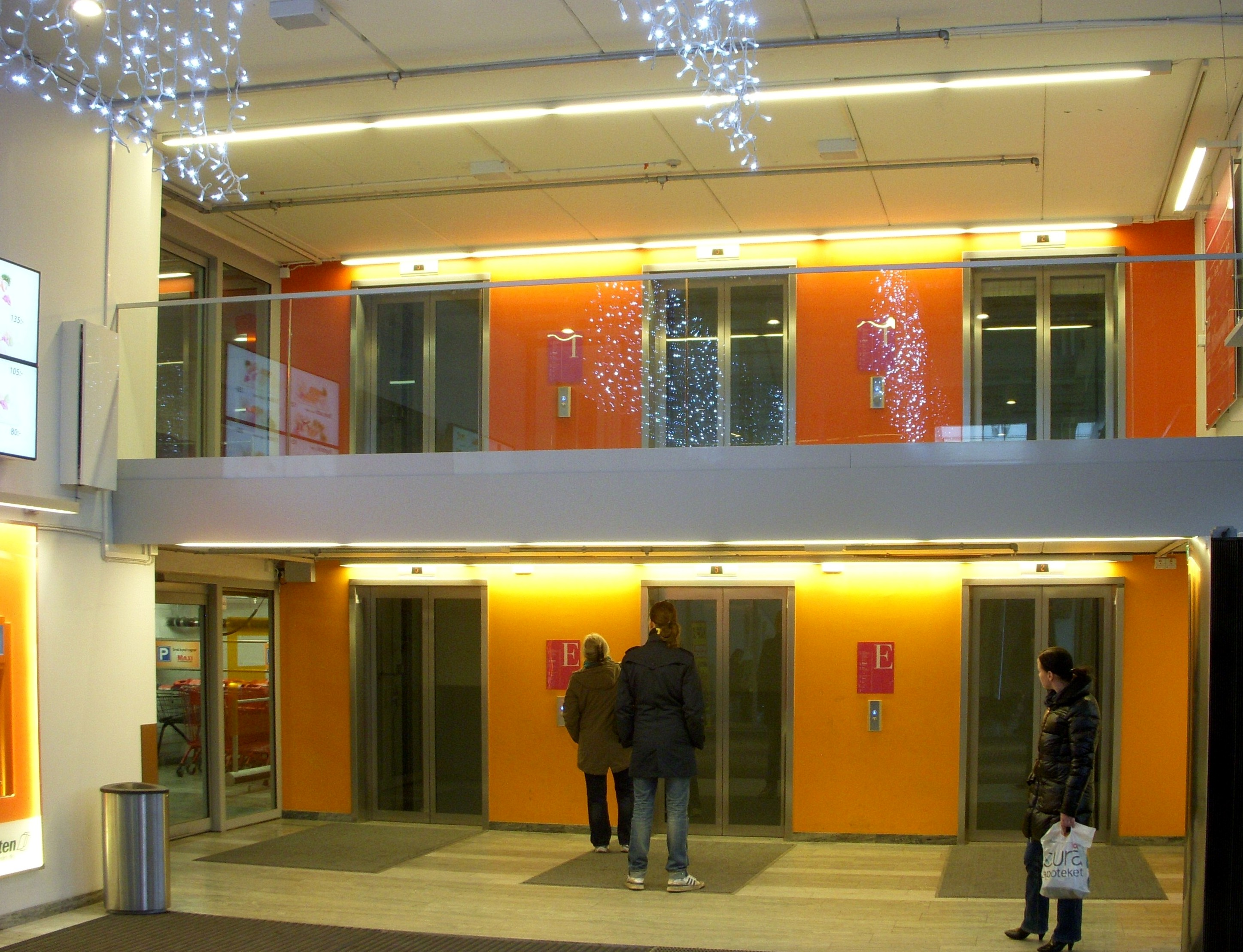
Entréhallen med hissar
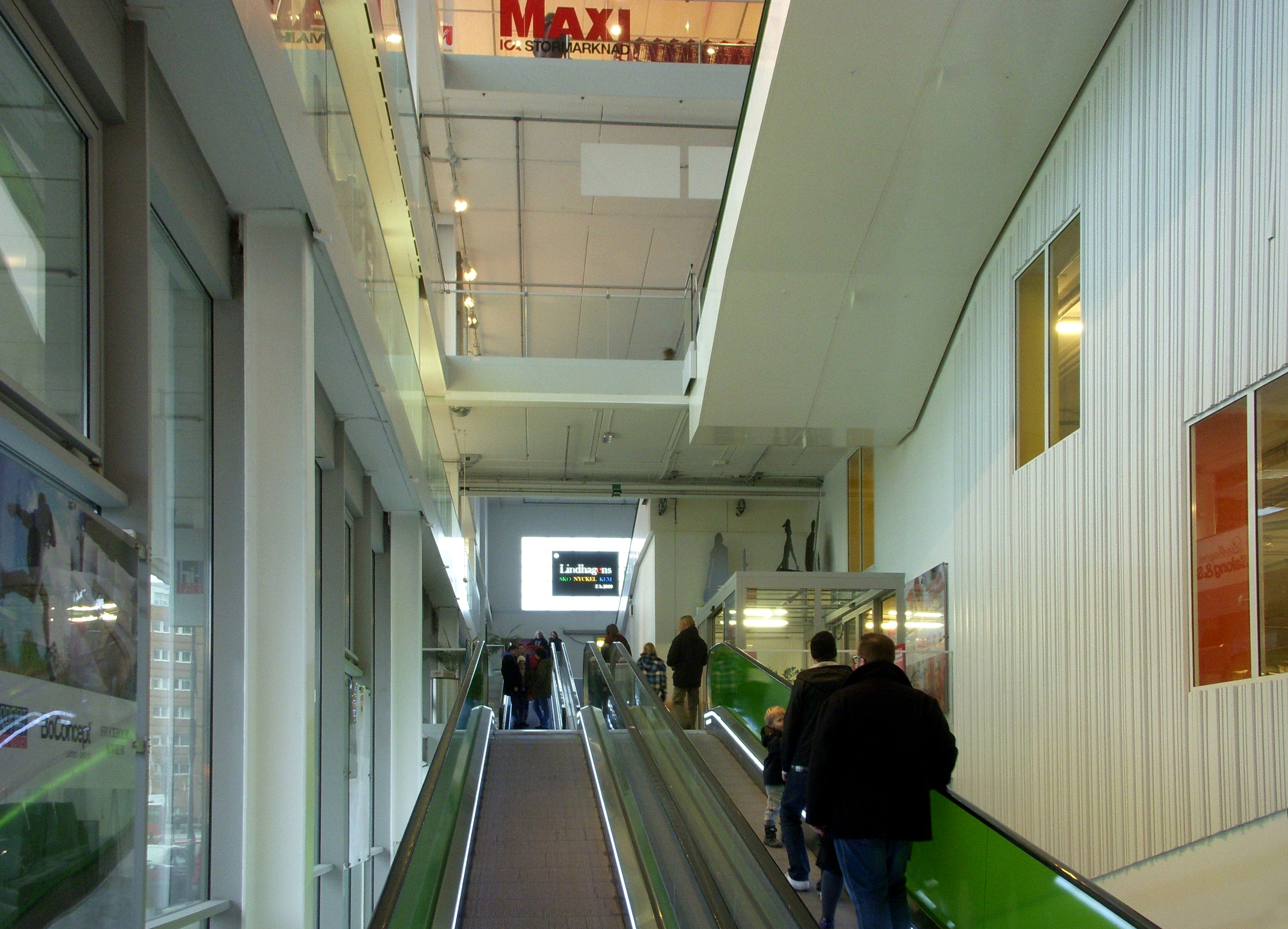
Entréhallen med rullramper

## Fakta
- Beställare: Fabege
- Entreprenör: Peab
- Arkitekt: Scheiwiller Svensson Arkitektkontor
- Totalyta: cirka 42.500 m2

## Fotnoter
1. ↑  Handelsplatsen Lindhagen invigd Arkiverad 1 september 2010 hämtat från the Wayback Machine. Fastighetssverige.se läst 18 augusti 2009